# Villersexel
 Villersexel  es una población y comuna francesa, situada en la región de Franco Condado, departamento de Alto Saona, en el distrito de Lure y cantón de Villersexel.

## Demografía
| 1124 | 1191 | 1326 | 1516 | 1460 | 1444 | 1423 |
| Para los censos de 1962 a 1999 la población legal corresponde a la población sin duplicidades (Fuente: INSEE [Consultar]) |      |      |      |      |      |      |